# Paracloeodes
Paracloeodes is een geslacht van haften (Ephemeroptera) uit de familie Baetidae.

## Soorten
Het geslacht Paracloeodes omvat de volgende soorten:
- Paracloeodes assu
- Paracloeodes atroari
- Paracloeodes binodulus
- Paracloeodes charrua
- Paracloeodes eurybranchus
- Paracloeodes fleeki
- Paracloeodes ibicui
- Paracloeodes leptobranchus
- Paracloeodes lilliputian
- Paracloeodes lugoi
- Paracloeodes minutus
- Paracloeodes morellii
- Paracloeodes pacawara
- Paracloeodes peri
- Paracloeodes poranga
- Paracloeodes portoricensis
- Paracloeodes quadridentatus
- Paracloeodes waimiri
- Paracloeodes yuto